# Бразильский реал
Реа́л (порт. real, код ISO 4217: BRL, символ: R$, множественное число: réis (до 1942), reais (с 1994)) — денежная единица Бразилии. Делится на 100 сентаво. Является относительно новой валютой. Появлению реала в 1994 году предшествовал период гиперинфляции. С 1942 по 1994 годы в Бразилии национальные валюты обесценивались 7 раз. За время своего существования курс реала к доллару колебался от 0,8 до 3,7 реала за 1 $. С 2009 по 2011 годы курс колебался от 1,5 до 1,7 реала за 1 $.
В обиходе находятся банкноты номиналом 2, 5, 10, 20, 50, 100 и 200 реалов, а также монеты — 1, 5, 10, 25, 50 сентаво и 1 реал. Кроме этого, законным платёжным средством в Бразилии являются памятные монеты в 1 реал.

## История денежного обращения в Бразилии
Бразилия была открыта в 1500 году португальским мореплавателем Педру Алвариш Кабралом, однако её колонизация началась 30 лет спустя. Долгое время в качестве средства обмена ими использовались как натуральные продукты, так и деньги различных государств, в основном испанские реалы. Первые монеты на территории Бразилии стали чеканить, во время оккупации северо-восточной части страны, голландцы. Таким образом первой бразильской монетой стал флорин 1652 года выпуска.
В 1690 году реал становится официальной денежной единицей Бразилии. Во множественном числе португальское слово real имеет форму reais или устаревшую reis. В связи с тем, что в основном в Бразилии с 1690 по 1942 годы использовались монеты и банкноты больших номиналов (максимальные конто — 1 миллион реалов), во многих источниках говорится о том, что официальной валютой Бразилии до 1942 года был «рейс». Реал, или бразильский рейс, находился в обращении с 1690 по 1942 годы включительно. В результате инфляции он был обесценен, и правительство Бразилии ввело новую валюту — крузейро. Замена реала (или рейса) крузейро представляло собой деноминацию. Один крузейро обменивали на 1000 реалов.
Очередная деноминация была проведена в 1967 году. В обращение был введён «новый крузейро» (порт. Cruzeiro Novo; термин просуществовал до 1970 года), равный 1000 «старым». Особенностью данной замены было то, что старые банкноты из обихода не выводились, а циркулировали с соответствующим штампом. С 1970 года введены банкноты нового образца. Бразильская валюта вновь стала называться «крузейро».
3 марта 1986 года в Бразилии проведена очередная деноминация с введением новой валюты крузадо. 1 крузадо приравнивался к 1000 крузейро. Несмотря на столь частые замены валют, в 1989 году из-за гиперинфляции было проведено очередное удаление трёх нулей с введением в обращение «нового крузадо» (порт. Cruzado Novo).
Уже в следующем 1990 году крузадо вновь заменён крузейро в соотношении 1000:1. В 1993 году крузейро вновь были заменены на валюту с названием «крузейро реал» также в соотношении 1000:1. Новая валюта просуществовала ровно год и в 1994 году была заменена реалом. Бразильский реал в сравнении со своими предшественниками является весьма стабильной валютой и находится в обиходе по сегодняшний день.
Сравнительная таблица бразильских валют
| Реал (Бразильский рейс) (1690—1942) | Крузейро (1942—1967)                | Новый крузейро (1967—1986)          | Крузадо (1986—1989)                 | Новый крузадо (1989—1990)          | Крузейро (1990—1993)               | Крузейро реал (1993—1994) | Бразильский реал (1994 по сегодняшний день) |
| ----------------------------------- | ----------------------------------- | ----------------------------------- | ----------------------------------- | ---------------------------------- | ---------------------------------- | ------------------------- | ------------------------------------------- |
| 1                                   |                                     |                                     |                                     |                                    |                                    |                           |                                             |
| 1000                                | 1                                   |                                     |                                     |                                    |                                    |                           |                                             |
| {\displaystyle 10^{6}}              | 1000                                | 1                                   |                                     |                                    |                                    |                           |                                             |
| {\displaystyle 10^{9}}              | {\displaystyle 10^{6}}              | 1000                                | 1                                   |                                    |                                    |                           |                                             |
| {\displaystyle 10^{12}}             | {\displaystyle 10^{9}}              | {\displaystyle 10^{6}}              | 1000                                | 1                                  |                                    |                           |                                             |
| {\displaystyle 10^{15}}             | {\displaystyle 10^{12}}             | {\displaystyle 10^{9}}              | {\displaystyle 10^{6}}              | 1000                               | 1                                  |                           |                                             |
| {\displaystyle 10^{18}}             | {\displaystyle 10^{15}}             | {\displaystyle 10^{12}}             | {\displaystyle 10^{9}}              | {\displaystyle 10^{6}}             | 1000                               | 1                         |                                             |
| {\displaystyle 2{,}75\cdot 10^{21}} | {\displaystyle 2{,}75\cdot 10^{18}} | {\displaystyle 2{,}75\cdot 10^{15}} | {\displaystyle 2{,}75\cdot 10^{12}} | {\displaystyle 2{,}75\cdot 10^{9}} | {\displaystyle 2{,}75\cdot 10^{6}} | 2750                      | 1                                           |

Как видно из вышеприведённой таблицы 52 года (с 1942 по 1994) бразильская валюта находилась в состоянии гиперинфляции. 1 реал 1994 года соответствовал 2,75 секстиллиона реалов 1942 года.

### Галерея исторических банкнот
|                                                                        |                                                                           |                                                                            |                                                                               |
| 500 мильрейсов 1931 года с портретом Флориану Пейшоту. Лицевая сторона | 500 рейсов (0,5 мильрейса) Бразильской Империи 1880 года. Лицевая сторона | 500 рейсов (0,5 мильрейса) Бразильской Империи 1880 года. Обратная сторона | 10 мильрейсов (10 000 рейсов) Бразильской Империи 1883 года. Обратная сторона |

## История создания реала
При замене очередной обесцененной валюты крузейро реал правительство вернулось к историческому названию первой денежной единицы реалу. Современная валюта реал была введена с 1 июля 1994 года, во время президентства Итамара Франку. Денежную реформу по оздоровлению национальной экономики и созданию стабильной валюты, известную как Plano Real, подготовил и осуществил Фернанду Энрике Кардозу.
Новая валюта реал в момент введения была приравнена к доллару США. Один реал обменивался на 2750 крузейро реал.
В первые годы своего существования курс бразильского реала достигал 1,20 $. Именно это значение является историческим максимумом в 17-летней истории бразильской валюты. Вплоть до конца 1998 года курс бразильского реала к доллару строго контролировался Центральным банком Бразилии. Соотношение бразильского реала к доллару при этом плавно уменьшалось. Вследствие серии экономических кризисов (азиатского и российского) Центральный банк Бразилии, под руководством нового президента Арминио Фрага, отказался от политики поддержания курса национальной валюты с января 1999 года. За 2 месяца курс бразильского реала упал практически вдвое, достигнув почти 2 реалов за 1 доллар.
Очередной пик ослабления реала совпал и во многом был связан с экономическим кризисом, который закончился дефолтом, в соседней Аргентине. К октябрю 2001 года реал утратил половину своей стоимости (по сравнению с 1999 годом) достигнув курса 2,7 за 1 $.
Исторического минимума курс достиг в октябре 2002 года, когда 1 доллар стал равным 3,79 реала. Это падение было вызвано негативными ожиданиями международных финансовых институтов от прогнозируемой победы на президентских выборах Л. Лулы, который придерживался весьма левых взглядов. Коэффициент риска бразильских ценных бумаг был резко повышен, инвесторам рекомендовали уходить с рынка.
Опасения не подтвердились. Экономическая политика нового президента Л. Лулы оказалась эффективной. К концу второго президентского срока в 2010 году курс реала по отношению к доллару был более чем в два раза выше, по сравнению с курсом на момент его прихода к власти. Происходившие во время его правления колебания курса реала к доллару в 2008—2009 годах, по всей видимости, был связан с общемировыми тенденциями доллара, а не с объективными изменениями в экономике Бразилии.

## Монеты

### Первая серия монет (1994)
В 1994 году была выпущена серия монет достоинством 1, 5, 10, 25 и 50 сентаво и 1 реал. Все монеты были изготовлены из нержавеющей стали.
На реверсе всех монет данной серии изображён символ Бразилии — Фигура Республики, а на аверсе обозначен номинал и год выпуска.
Они по-прежнему являются законным платёжным средством, но с 23 декабря 2003 года постепенно изымаются из обращения Центральным банком.
| Серия 1994 года | Серия 1994 года | Серия 1994 года | Серия 1994 года | Серия 1994 года | Серия 1994 года     |
| Изображение     | Номинал         | Диаметр (мм)    | Толщина (мм)    | Масса (г)       | Годы выпуска        |
| --------------- | --------------- | --------------- | --------------- | --------------- | ------------------- |
|                 | 1 сентаво       | 20,0            | 1,5             | 2,96            | 1994 1995 1996 1997 |
|                 | 5 сентаво       | 21,0            | 1,5             | 3,27            | 1994 1995 1996 1997 |
|                 | 10 сентаво      | 22,0            | 1,5             | 3,60            | 1994 1995 1996 1997 |
|                 | 25 сентаво      | 23,5            | 1,8             | 4,78            | 1994 1995           |
|                 | 50 сентаво      | 23,0            | 1,5             | 3,92            | 1994 1995           |
|                 | 1 реал          | 24,0            | 1,5             | 4,27            | 1994                |

### Вторая серия монет (1998)
В 1998 году в обращение введена вторая серия монет. Монеты номиналом 1 и 5 сентаво стали чеканить из меди, 10 и 25 сентаво из латуни, 50 — из медно-никелевого сплава, 1 реал — из биметаллического сплава (сердцевина из стали, внешняя часть из латуни).
С 2002 года монета 50 сентаво также стала выпускаться из стали. Из стали также изготовлена центральная часть монеты 1 реал. В ноябре 2005 бразильский Центральный Банк решил прекратить производство монет номиналом в один сентаво. Поэтому, являясь платежеспособным, 1 сентаво постепенно исчезает из обращения.
| Вторая серия | Вторая серия | Вторая серия | Вторая серия |
| Номинал      | Реверс       | Аверс        | Дизайн |
| ------------ | ------------ | ------------ | --- |
| 1 сентаво    |              |              | Аверс: Созвездие Южного Креста в правой части монеты. Реверс: Портрет португальского капитана и первооткрывателя Бразилии Педру Алвариша Кабрала и португальская каравелла.                                                                                               |
| 5 сентаво    |              |              | Аверс: Созвездие Южного Креста в правой части монеты. Реверс: Портрет Жуакина Жозе да Силвы Шавиера (также известного как Тирадентис), мученика движения за независимость Бразилии; на заднем плане — треугольник, как символ движения, и голубь — символ мира и свободы. |
| 10 сентаво   |              |              | Аверс: Созвездие Южного Креста в правой части монеты. Реверс: Изображение первого бразильского монарха императора Педру I; на заднем плане — император на коне: сцена провозглашения независимости.                                                                       |
| 25 сентаво   |              |              | Аверс: Созвездие Южного Креста в правой части монеты. Реверс: Портрет первого президента Бразилии фельдмаршала Мануэла Деодору да Фонсека; на заднем плане — национальный герб Бразилии.                                                                                  |
| 50 сентаво   |              |              | Аверс: Созвездие Южного Креста в правой части монеты. Реверс: Изображение Жозе Марии да Силвы Параньоса (также известного как Барон Риу-Бранку) — бывшего министра иностранных дел; на заднем плане — образ представляющий развитие внешней политики Бразилии.            |
| 1 реал       |              |              | Аверс: Созвездие Южного Креста в правой части монеты. Реверс: Наружное кольцо имеет элементы культуры Маражоара, образец искусства доколумбовой эпохи; во внутреннем кольце — Фигура Республики, которая является символом Республики Бразилия.                           |

### Памятные монеты
Центральный банк Бразилии эмитировал несколько десятков памятных монет, как из обычных, так и благородных металлов. Монеты номиналом в 1 реал отличаются от стандартных только дизайном реверса.

## Банкноты

### Банкноты первой серии (1994—2002)
В обороте находятся банкноты номиналом 1, 2, 5, 10, 20, 50 и 100 реалов различных годов выпуска. Дата печати на банкнотах отсутствует. Банкнота номиналом 2 реала появилась в 2001 году. Банкнота в 20 реалов появилась в 2002 году.
| Серия 1994—2002 года                            | Серия 1994—2002 года | Серия 1994—2002 года | Серия 1994—2002 года | Серия 1994—2002 года | Серия 1994—2002 года  | Серия 1994—2002 года                       | Серия 1994—2002 года |
| Изображение                                     | Изображение          | Номинал (реалов)     | Размеры (мм)         | Основные цвета       | Описание              | Описание                                   | Годы печати          |
| Лицевая сторона                                 | Оборотная сторона    | Номинал (реалов)     | Размеры (мм)         | Основные цвета       | Лицевая сторона       | Оборотная сторона                          | Годы печати          |
| ----------------------------------------------- | -------------------- | -------------------- | -------------------- | -------------------- | --------------------- | ------------------------------------------ | -------------------- |
|                                                 |                      | 1                    | 140×65               | зелёный серый        | Фигура Республики     | сапфировая амазилия                        | 1994-2003            |
|                                                 |                      | 2                    | 140×65               | синий серый          | Фигура Республики     | бисса                                      | 2001-2012            |
|                                                 |                      | 5                    | 140×65               | фиолетовый синий     | Фигура Республики     | большая белая цапля                        | 1994-2011            |
|                                                 |                      | 10                   | 140×65               | красный розовый      | Фигура Республики     | зеленокрылый ара                           | 1994-2012            |
|                                                 |                      | 10                   | 140×65               | оранжевый синий      | портрет Педру Кабрала | портреты бразильцев разных национальностей | 2000                 |
|                                                 |                      | 20                   | 140×65               | жёлтый оранжевый     | Фигура Республики     | золотистая игрунка                         | 2002-2010            |
|                                                 |                      | 50                   | 140×65               | коричневый серый     | Фигура Республики     | ягуар                                      | 1994-2010            |
|                                                 |                      | 100                  | 140×65               | голубой серый        | Фигура Республики     | тёмный групер                              | 1994-2010            |
| Масштаб изображений — 1,0 пикселя на миллиметр. |                      |                      |                      |                      |                       |                                            |                      |

### Методы защиты банкнот
Бразильские банкноты, также как и деньги других стран, защищены с помощью самых современных технологий.
| №  | Защитный признак          | Описание |
| -- | ------------------------- | --- |
| 1  | Водяные знаки             | Если посмотреть на банкноту, держа её против солнечного света, то на ней можно увидеть водяной знак в виде изображения Республики.                                                                                 |
| 2  | Цветные волокна           | С обеих сторон банкноты видны красные, синие и зелёные волокна. |
| 3  | Глубокая печать           | На лицевой стороне банкноты из-за использования метода глубокой печати рельеф бумаги весьма ощутим. Надписи «CENTRAL BANK OF BRAZIL» и «EMC REAL» заметно выделяются.                                              |
| 4  | Тонкие линии              | На всей банкноте расположены чрезвычайно тонкие прямые и спиральные линии. |
| 5  | Микротекст                | С помощью увеличительного стекла в некоторых местах на банкноте можно увидеть крошечные буквы «B» и «С» рядом с портретом (спереди) и «100» (спереди и сзади).                                                     |
| 6  | Совмещающееся изображение | С правого края лицевой стороны (слева на оборотной) банкноты имеют совмещённое изображение (образует полную картинку при рассматривании на просвет).                                                               |
| 7  | Защитная нить             | В центральной части банкноты расположена скрытая защитная нить. Она видна как тёмная полоса, проходящая по всей ширине банкноты.                                                                                   |
| 8  | Серийный номер            | Серийный номер банкнот состоит из букв и цифр. В нём также заложена определённая информация. Serie — указывает на дизайн банкнот. Ordem — серийный номер. Estampa — на банкнотах имеется ряд подобных изображений. |
| 9  | Скрытое изображение       | Если рассматривать банкноту под определённым углом, в левом нижнем углу лицевой стороны проявляются буквы «B» и «C».                                                                                               |
| 10 | Глубокая печать           | Для поддержки людей со слабым зрением. |
| 11 | Флуоресцентные волокна    | Под ультрафиолетовым светом на лицевой и оборотной сторонах банкнот видны флуоресцирующие волокна. |
| 12 | Микроподписи              | На лицевой стороне банкнот расположены очень маленькие подписи министра финансов страны и президента Центрального банка Бразилии.                                                                                  |

### Банкноты второй серии (2010)
3 февраля 2010 года Центральный банк Бразилии объявил о создании новой серии банкнот бразильского реала, которые начали выпускаться в апреле 2010 года. В новой серии банкнот повышены безопасность и степень защиты банкнот с целью уменьшения количества подделок. Новые банкноты будут иметь различные размеры, соответственно их номиналам, чтобы помочь людям с ослабленным зрением. Новая серия банкнот была подготовлена с учётом роста бразильской экономики и потребности в более сильной и безопасной валюте. Новые банкноты будут вводиться постепенно до 2012 года, имея хождение вместе с банкнотами старой серии.
С декабря 2010 года в оборот вошли банкноты 50 и 100 реалов второй серии. На всех банкнотах серии указана единая дата: 2010.
2 сентября 2020 года выпущена банкнота в 200 реалов.
| Аверс | Реверс | Номинал    | Описание                                                                     | Год выпуска |
| ----- | ------ | ---------- | ---------------------------------------------------------------------------- | ----------- |
|       |        | 2 реала    | Аверс: Скульптура «Республика». Реверс: Морская черепаха                     | 2013        |
|       |        | 5 реалов   | Аверс: Скульптура «Республика». Реверс: Большая белая цапля                  | 2013        |
|       |        | 10 реалов  | Аверс: Скульптура «Республика». Реверс: Зеленокрылый ара                     | 2012        |
|       |        | 20 реалов  | Аверс:Скульптура «Республика». Реверс: Золотистая игрунка Размеры: 142×65 мм | 2012        |
|       |        | 50 реалов  | Аверс:Скульптура «Республика». Реверс: Ягуар Размеры: 149×70 мм.             | 2010        |
|       |        | 100 реалов | Аверс:Скульптура «Республика». Реверс: Групер Размеры: 156×70 мм.            | 2010        |
|       |        | 200 реалов | Аверс:Скульптура «Республика». Реверс: Гривистый волк Размеры: 142×65 мм.    | 2020        |

## Режим валютного курса

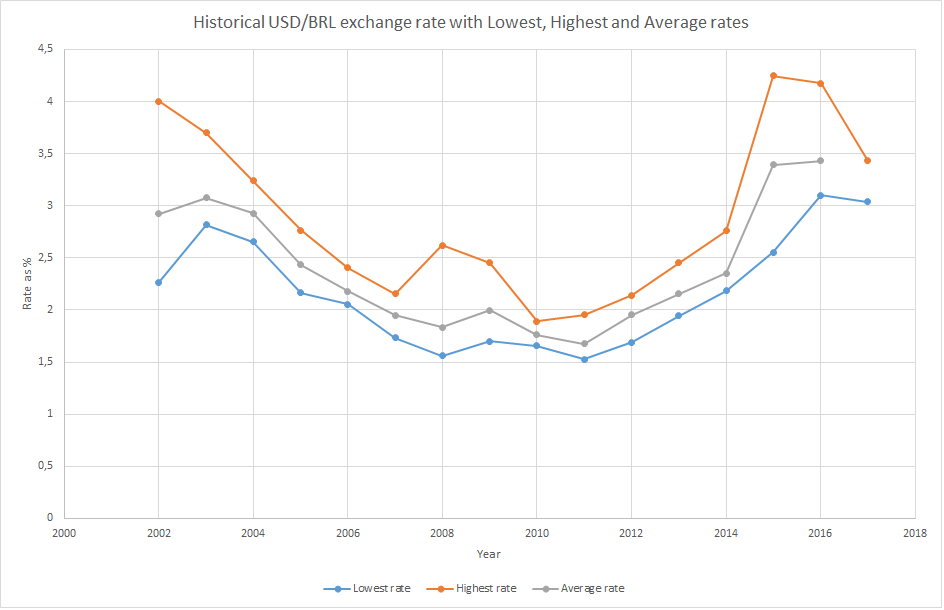
Курс бразильского реала к доллару США с минимальным, среднем и максимальным значениям

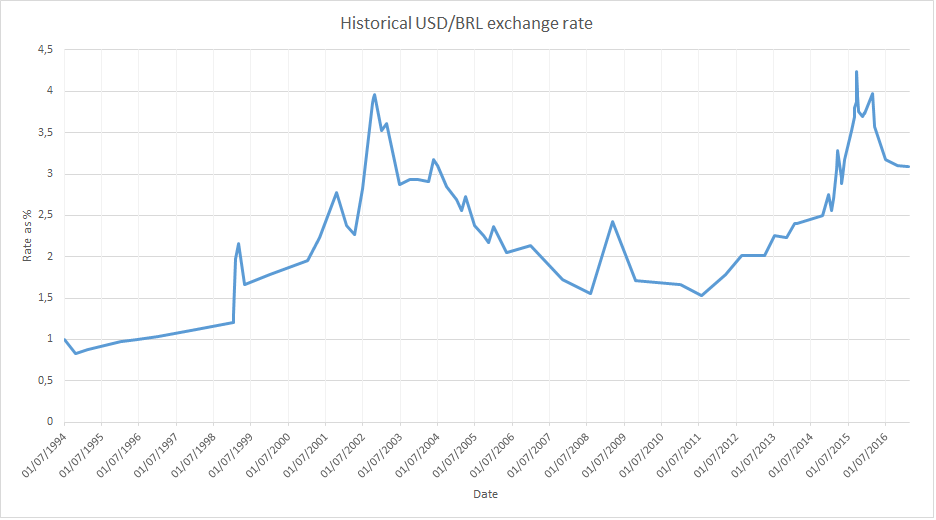
Курс бразильского реала к доллару США

Цена 1 евро в бразильских реалах.

В настоящее время в Бразилии используется режим плавающего валютного курса. Критерием эффективности курсовой политики (курсовой якорь) выступают показатели инфляции.
| 2002 | 11 апреля  | 2,2640 | 10 октября  | 4,0050 | 2,9221 |
| 2003 | 2 июля     | 2,818  | 14 февраля  | 3,7000 | 3,0780 |
| 2004 | 30 декабря | 2,6540 | 22 мая      | 3,2420 | 2,9260 |
| 2005 | 11 ноября  | 2,1630 | 15 марта    | 2,7660 | 2,4349 |
| 2006 | 5 мая      | 2,0560 | 24 мая      | 2,4050 | 2,1782 |
| 2007 | 14 ноября  | 1,732  | 5 января    | 2,153  | 1,948  |
| 2008 | 31 июля    | 1,5620 | 5 декабря   | 2,6210 | 1,8349 |
| 2009 | 15 октября | 1,698  | 2 марта     | 2,4510 | 1,9974 |
| 2010 | 13 октября | 1,6550 | 5 февраля   | 1,8910 | 1,7603 |
| 2011 | 26 июля    | 1,5284 | 22 сентября | 1,9520 | 1,6750 |
| 2012 | 29 февраля | 1,6920 | 3 декабря   | 2,1395 | 1,9546 |
| 2013 | 11 марта   | 1,9430 | 21 августа  | 2,4523 | 2,1576 |
| 2014 | 10 апреля  | 2,1825 | 16 декабря  | 2,7614 | 2,3531 |
| 2015 | 22 января  | 2,5554 | 23 сентября | 4,2491 | 3,3910 |
| 2016 | 25 октября | 3,1023 | 22 января   | 4,1737 | 3,4300 |
| 2017 | 16 февраля | 3,0390 | 19 мая      | 3,3703 | 3,1855 |
| 2018 | 25 января  | 3,1463 | 14 сентября | 4,2066 | 3,6644 |
| 2019 | 1 февраля  | 3,6447 | 28 ноября   | 4,2640 | 3,9437 |
| 2020 | 2 января   | 4,0195 | 14 мая      | 5,8887 | 5,2420 |
| 2021 | 25 июня    | 4,9142 | 14 сентября | 5,8757 |        |